# Champagnedistrict
Het Champagnedistrict is een door Belgische floristen gehanteerd floradistrict dat zich bevindt tussen het Lotharings district en het District van het noordoostelijke Île-de-France. Het district ligt geheel in Frankrijk.
In dit district zijn veel krijtlagen aanwezig. Het district komt ongeveer overeen met de contouren van het historische Graafschap Champagne en omvat onder meer delen van het stroomgebied van de Aisne, de Marne en de Aube.